# Jackson Narrows Marine Provincial Park
Der Jackson Narrows Marine Provincial Park (auch Jackson Narrows Marine Park) ist ein 67 Hektar (ha) großer Provincial Park in den nördlichen Küstengewässern der kanadischen Provinz British Columbia. Der Park umschließt die Gewässer und Landflächen um die namensgebenden „Jackson Narrows“ im Regional District of Kitimat-Stikine.

## Anlage
Der Park liegt am östlichen Ende der „Jackson Passage“, welche den westlich gelegenen Finlayson Channel mit dem östlich gelegenen Mathieson Channel verbindet. Das Parkgebiet umfasst neben den Wasserflächen auch Landflächen auf dem nördlich gelegenen Roderick Island und dem südlich gelegenen Susan Island (38 ha Landfläche und 29 ha Wasser- und Litoralfläche). Innerhalb der Gruppe der Marine Parks in British Columbia gehört er zu den kleineren Parks. Bei dem Park handelt es sich um ein Schutzgebiet der Kategorie III (Naturdenkmal oder -erscheinung).
Der Tidenhub des Seegebietes beträgt in der unweit gelegenen Messstation von Klemtu im Regelfall zwischen 1 und 5 Meter.

## Geschichte
Wie bei fast allen Provincial Parks in British Columbia gilt auch für diesen, dass er lange bevor die Gegend von europäischen Einwanderern „entdeckt“, besiedelt oder sie Teil eines Parks wurde, Jagd- und Fischereigebiet verschiedener Gruppen der First Nations war, hier insbesondere der Gitasts'uu.
Der Park wurde am 16. September 1992 zusammen mit einer Gruppe von sieben weiteren Marine Parks, darunter der Broughton Archipelago Marine Provincial Park, eingerichtet. Seit seiner Einrichtung änderte sich mehrfach sein Schutzstatus bzw. das entsprechende Schutzrecht und auch die Größe des Schutzgebietes, zuletzt im Jahr 2007. Bei der letzten Änderung wurde der Park von 71 ha auf 67 ha verkleinert.

## Benachbarte Schutzgebiete
Der Park ist von einem weiteren besonderen Typ von Schutzgebiet, welches ebenfalls durch BC Parks verwaltet wird, umgeben. Das 221 ha große „Rescue Bay Conservancy“ wurde im Jahr 2007 eingerichtet und schließt sich unmittelbar nördlich und südlich des Marine Parks auf Roderick Island sowie Susan Island an.   

## Aktivitäten
Der Park ist ein sogenannter „Marine Park“ und daher hinsichtlich Ausstattung sowie Infrastruktur an diese Nutzergruppe ausgerichtet, die mit dem Boot anreisen.